# Beselare
Beselare este o localitate din comuna belgiană Zonnebeke, situată în Regiunea Flamandă, în provincia Flandra Occidentală. Este un sat din regiunea „Westhoek”. La fel ca și celelalte sate din comună, Beselare este așezat pe creasta centrală a Flandrei Occidentale și are o suprafață de 1.433 de hectare. Datorită poziționării sale, solul este în general nisipos și argilos. A fost o comună de sine stătătoare până la fuziunea comunelor din 1977.
Beselare este un loc vechi, însă satul a fost aproape complet distrus în timpul Primului Război Mondial. După război, satul a fost reconstruit. În trecut, în anul 1705, teritoriul Beselare a fost ridicat la rangul de marchizat de către Ludovic al XIV-lea. Marchizatul era condus de familia nobiliară van der Woestine.

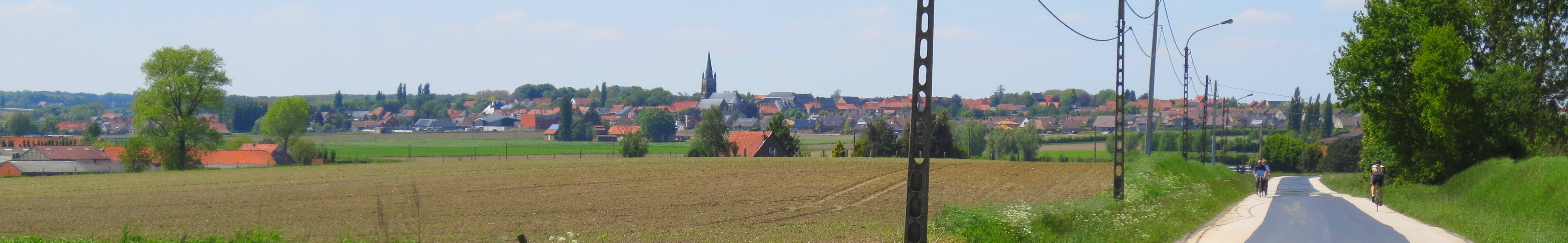
Beselare

## Demografie
- Surse: INS, 1831 până în 1970 = recensăminte, 1976 = numărul de locuitori la 31 decembrie[1]

## Patrimoniu local

### Monumente

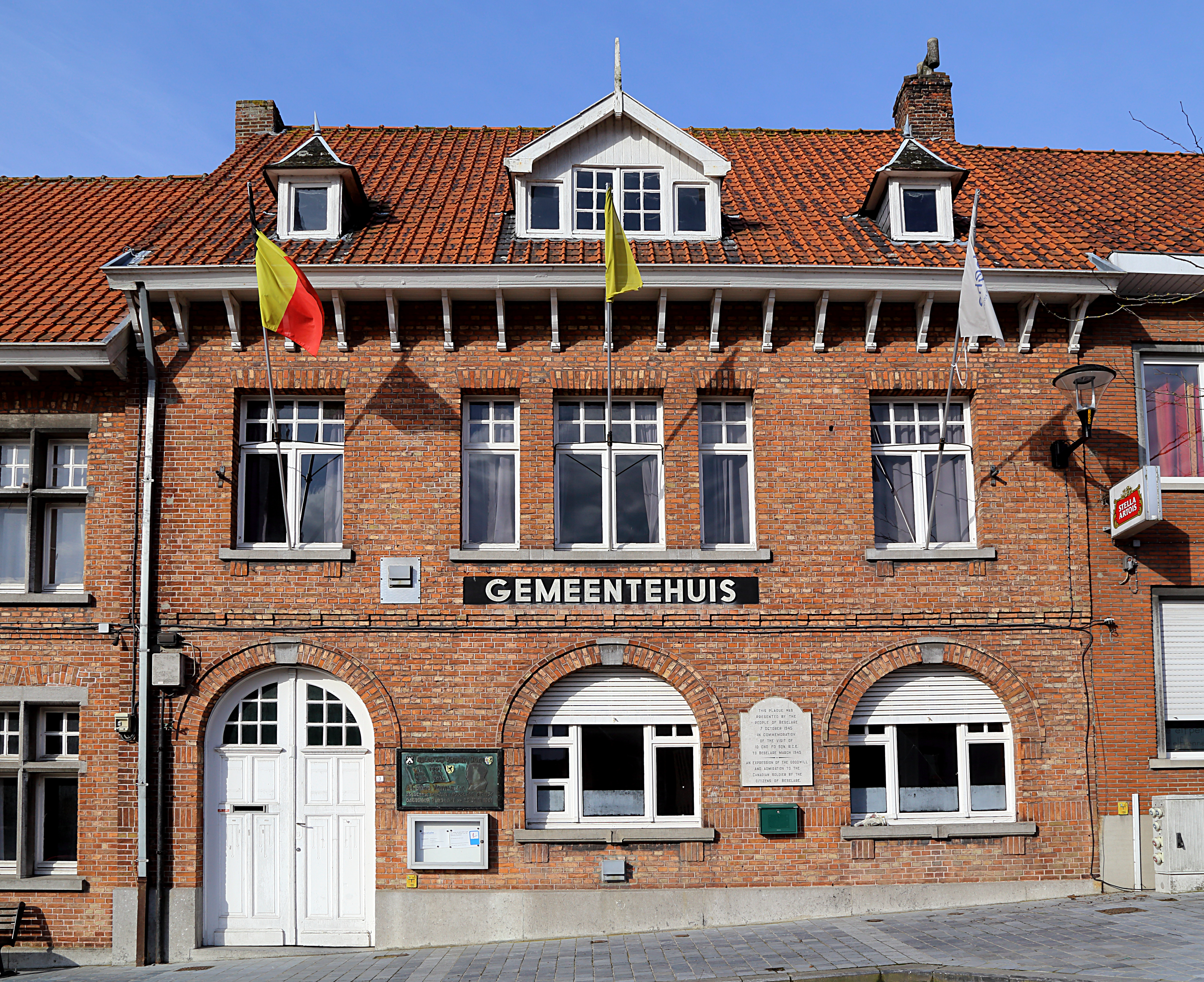
Fosta casă comunală din Beselare

- După Primul Război Mondial, între 1922 și 1925, biserica Saint-Martin a fost reconstruită în stil neogotic. A fost păstrată o singură piesă veche: mormântul din granit al cavalerului Adriaan van der Woestine, datând din 1527. Celelalte obiecte de valoare din interior s-au pierdut în violențele războiului.
- Pe fațada fostei case comunale din Beselare se află o placă comemorativă dedicată scriitorului popular Edward Vermeulen, cunoscut pentru romanele sale sociale. În interiorul primăriei se găsește o placă în memoria soldaților germani căzuți în timpul Primului Război Mondial.
- În piața centrală din Beselare se află o vrăjitoare din bronz. Această statuie a fost realizată de „De Zonnebeekse Heemvrienden” și „Het Heksencomité”. Vrăjitoarea se află acolo deoarece Beselare este cunoscut ca o parohie a vrăjitoarelor și a femeilor cu puteri magice.

### Evenimente
În secolele al XVII-lea și al XVIII-lea, și chiar până în Primul Război Mondial, satul era considerat bântuit în mai multe locuri. Spre deosebire de alte sate în care superstițiile erau foarte puternice, poveștile transmise oral în Beselare au fost notate și transcrise de autori populari precum Lodewijk De Wolf, Edward Vermeulen și, mai recent, Jozef Maes. Din acest motiv, Beselare este cunoscut ca „satul vrăjitoarelor”.
Cortegiul vrăjitoarelor datează din 1959. Este unul dintre cele mai vii și mai atractive cortegii folclorice din Belgia. Un eveniment care atrage mii de spectatori și la care participă întreaga populație din Beselare. În cadrul acestui cortegiu prind din nou viață personaje precum Calle Bletters, Tanneken Vanhulle, Meele Crotte și Sefa Bubbels. Cortegiul este recunoscut ca patrimoniu imaterial flamand și are loc o dată la doi ani, în ultima duminică din iulie — data istorică a funeraliilor Sefei Bubbels din anul 1750.